# Mateusz Urbaniak
Mateusz Urbaniak, dawniej Podawca (ur. 1 lipca 1986) – polski lekkoatleta, średniodystansowiec, reprezentant LKS Omega Kleszczów.

## Rekordy życiowe
- bieg na 800 metrów – 1:47,74 (2012)
- bieg na 600 metrów (hala) – 1:18,82 (2009)